# XMM-Newton
Pour les articles homonymes, voir Newton.
XMM-Newton (XMM est l'abréviation de X-ray Multi-Mirror) est un observatoire spatial destiné à l'observation des rayons X mous (0,1  à   12 keV) développé par l'Agence spatiale européenne et lancé en 1999. Cet observatoire de grande taille combine à l'époque de son lancement une sensibilité spectroscopique exceptionnelle, une bonne résolution angulaire et un large champ d'observation. Le télescope est constitué de trois optiques Wolter montées en parallèle ayant chacune une surface collectrice de 1 500 cm2 à 1 keV et une longueur focale de 7,5 m. Deux instruments analysent les photons collectés : le spectro-imageur EPIC et le spectromètre à haute résolution RGS. Enfin un télescope optique (OM) indépendant permet d'associer les sources X découvertes à leur équivalent optique.
XMM-Newton est utilisé notamment pour étudier toutes les sources des rayons X mous telles que la formation des étoiles au sein des pouponnières d'étoiles, les mécanismes qui conduisent à la formation des amas de galaxies, les processus liés à la présence des trous noirs supermassifs au cœur des galaxies, la distribution de la matière noire. XMM-Newton est la deuxième « pierre angulaire » du programme spatial scientifique européen Horizon 2000. Le télescope a complètement rempli ses objectifs et a permis, depuis son lancement, de nombreuses découvertes dans le domaine de l'astrophysique.
Sa mission d'une durée initiale de deux ans a été prolongée à plusieurs reprises. La fin de la mission est pour l'instant prévue pour le 31 décembre 2025.  .

## Historique
Les rayons X proviennent des régions les plus chaudes de l'univers (entre 1  et   100 millions de degrés). Ils fournissent donc des informations sur les étoiles, les gaz interstellaires chauds, les trous noirs, les galaxies actives et les amas de galaxies. Les rayons X sont interceptés par l'atmosphère terrestre : ils ne peuvent donc être observés que depuis l'espace. Mais l'étude spatiale des rayons X est une science assez récente. La première détection de rayons X extra-solaires est réalisée le 18 juin 1962  par les américains Riccardo Giacconi et Bruno Rossi.
Le premier télescope spécifiquement destiné à l'étude des rayons X, Uhuru est lancé en 1970. À partir de cette date de nouveaux observatoires spatiaux destinés à l'observation de cette bande vont régulièrement se succéder. HEAO-1 est le plus sensible des télescopes assurant une couverture complète du ciel pour des énergies supérieures à 0,5 keV avec un flux de 3 × 10−12 erg/cm2/s (bande 2-6 keV). Il découvre dans le ciel près de 1 000 sources de rayons X. L'observatoire Einstein permet de détecter des flux de 2x10-14  entre 0,3–3,5 eV sur des portions limitées du ciel et démontre que la plupart des objets célestes sont des sources de rayons X. Les télescopes européen EXOSAT (1983) et japonais Temna 1983 s'attachent à détailler les caractéristiques visibles et spectrales des sources X découvertes par HEAO-1 et Einstein. Au début des années 1990, le télescope germano-anglo-américain ROSAT (1990) qui effectue des observations sur toute la voûte céleste bouleverse ce panorama en faisant passer à 100 000 le nombre de sources X découvertes grâce à une instrumentation intégrant les dernières évolutions techniques.
La mission High Throughput X-ray Spectroscopy, est proposée en 1984 et approuvée par le Conseil des ministres européen réuni en janvier 1985 chargé de se prononcer sur les lignes directrices du programme spatial scientifique Horizon 2000 de l'ESA. À l'époque le projet prévoit 12 télescopes pour des rayons X à basse énergie et 7 télescopes à haute énergie avec une surface collectrice de 13 000 cm2 et 10 000 cm2 à respectivement 2  et   6 keV. L'objectif scientifique à l'époque est de disposer d'une surface collectrice maximale afin de faire de la spectroscopie en développant un télescope complémentaire du projet AXAF de la NASA tourné vers l'imagerie. En 1987, le rapport du groupe de travail chargé d'affiner la conception du télescope a réduit à 7 le nombre de télescopes pour faire face à des contraintes pratiques. L'équipe chargée de poursuivre l'étude est constituée en 1993 et le projet entre dans une phase d'implémentation en 1994. L'adoption d'une orbite haute excentrique permet de réduire encore le nombre de télescopes. Pour les miroirs, deux types de support sont étudiés dont l'un est à base de fibre de carbone et l'autre à base de nickel ; ce dernier est retenu début 1995. Le développement du satellite débute en 1996. La construction et les tests du XMM-Newton s'étalent de mars 1997 à septembre 1999. XMM-Newton est construit par un consortium de 35 entreprises européennes menées par l'industriel allemand Dornier Satellitensysteme qui sera absorbé par la suite par Astrium. Carl Zeiss fournit les mandrins utilisés pour les miroirs, Media Lario réalise les miroirs, MMS Bristol le système de contrôle d'attitude, BPD Difesa e Spazio les moteurs de contrôle d'attitude et Fokker Space BV  les panneaux solaires. Le coût total du projet est de 690 millions d'euros aux conditions économiques de 1999
XMM-Newton, grâce à ses capacités généralement supérieures à celles des télescopes spatiaux qui l'ont précédé, a été conçu pour faire progresser l'astrophysique dans tous les domaines où des rayons X sont émis :
- physique des trous noirs et étoiles à neutrons
- genèse des éléments lourds et mécanismes d'échauffement associés. Étude de l'abondance de ces éléments dans les étoiles, le milieu interstellaire chaud, les halos des galaxies, les amas de galaxies, les restes des supernovae.
- formation des grandes structures : évolution des amas de galaxies...
- nature du fond diffus X observé dans l'ensemble de l'espace interstellaire.

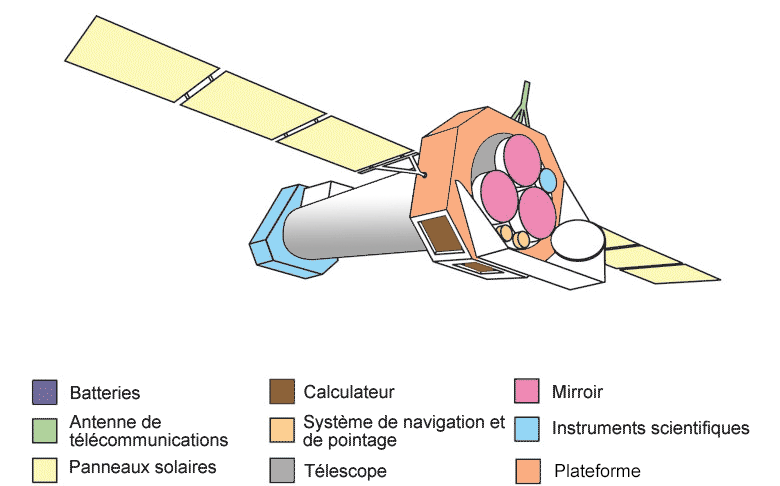
Schéma du télescope XMM-Newton.

## Caractéristiques techniques
La taille du télescope XMM-Newton a été fixée par la hauteur et la forme de la coiffe du lanceur Ariane 4. Le satellite est constitué par le tube du télescope de 7,5 mètres de longueur focale. Les miroirs sont regroupés à une extrémité du tube tandis qu'à l'autre extrémité se trouvent les instruments scientifiques analysant les rayons X collectés. Les autres systèmes du satellite dont le télescope optique sont disposés sur une plateforme ceinturant le tube du télescope au niveau de l'emplacement des miroirs. Le satellite pèse 3764 kilogrammes et mesure 10 mètres de long et 16 mètres de large avec ses panneaux solaires déployés et 4 mètres de diamètre. Le système de contrôle d'attitude utilise quatre roues de réaction, deux viseurs d'étoiles, quatre centrales à inertie, trois senseurs fins de Soleil, quatre senseurs de Soleil utilisés pour l'initialisation. Le pointage est réalisé avec une précision d'au moins une minute d'arc. La dérive est de cinq secondes d'arc par heure et de 45 secondes d'arc au bout de seize heures. Le satellite dispose de quatre jeux de deux propulseurs redondant de vingt newtons de poussée consommant de l'hydrazine pour désaturer les roues de réaction et effectuer les corrections d'orbite. Quatre réservoirs interconnectés réalisés en titane de 177 litres contiennent 530 kg d'hydrazine. L'énergie est fournie par deux ailes fixes comportant chacune trois panneaux solaires de 1,81 × 1,94 m soit 21 m2 de cellules solaires qui sont conçues pour fournir en tout 1 600 watts après dix ans de service. Durant les éclipses, l'énergie est distribuée à partir de deux batteries nickel-cadmium de 24 A-h pesant 41 kg. Les données sont transférées en temps réel (pas de système de stockage) avec un débit de 70 kilobits par seconde. Les miroirs, les viseurs d'étoiles et le télescope optique sont protégés de toute contamination au sol et durant le lancement par des obturateurs amovibles. L'axe du télescope est maintenu en permanence perpendiculaire à la direction du Soleil (à plus ou moins 20° près) ce qui permet de protéger l'optique avec un simple pare-soleil.

### Le télescope
Pour pouvoir être réfléchis et focalisés vers les détecteurs, les rayons X doivent arriver sous une incidence rasante. Le télescope est optimisé pour réfléchir les rayons X arrivant sous un angle de 30 minutes d'arc (un demi degré soit d'une direction très proche du plan du miroir). Cet angle est optimal pour les rayons ayant une énergie de 2 keV (ou 6 Å). Les rayons ayant une énergie inférieure ou supérieure sont réfléchis partiellement ou pas du tout (ils traversent le miroir). Ainsi la surface collectrice est de 6 000 cm2 pour les rayons de 2 keV mais de 3 000 cm2 pour ceux de 7 keV et devient rapidement nulle au-delà. En pratique le télescope permet d'étudier le rayonnement ayant une énergie comprise entre 0,3 keV et 10 keV.

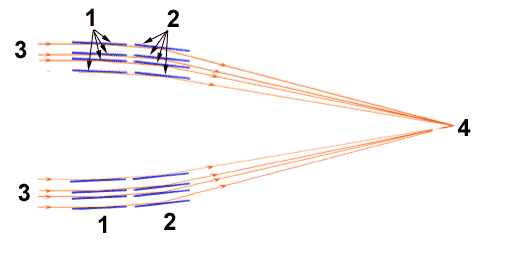
Schéma (coupe) d'une optique Wolter I :
1 : Miroirs paraboliques - 2 : Miroirs hyperboliques - 3 : Rayons X incidents - 4 : Point focal.

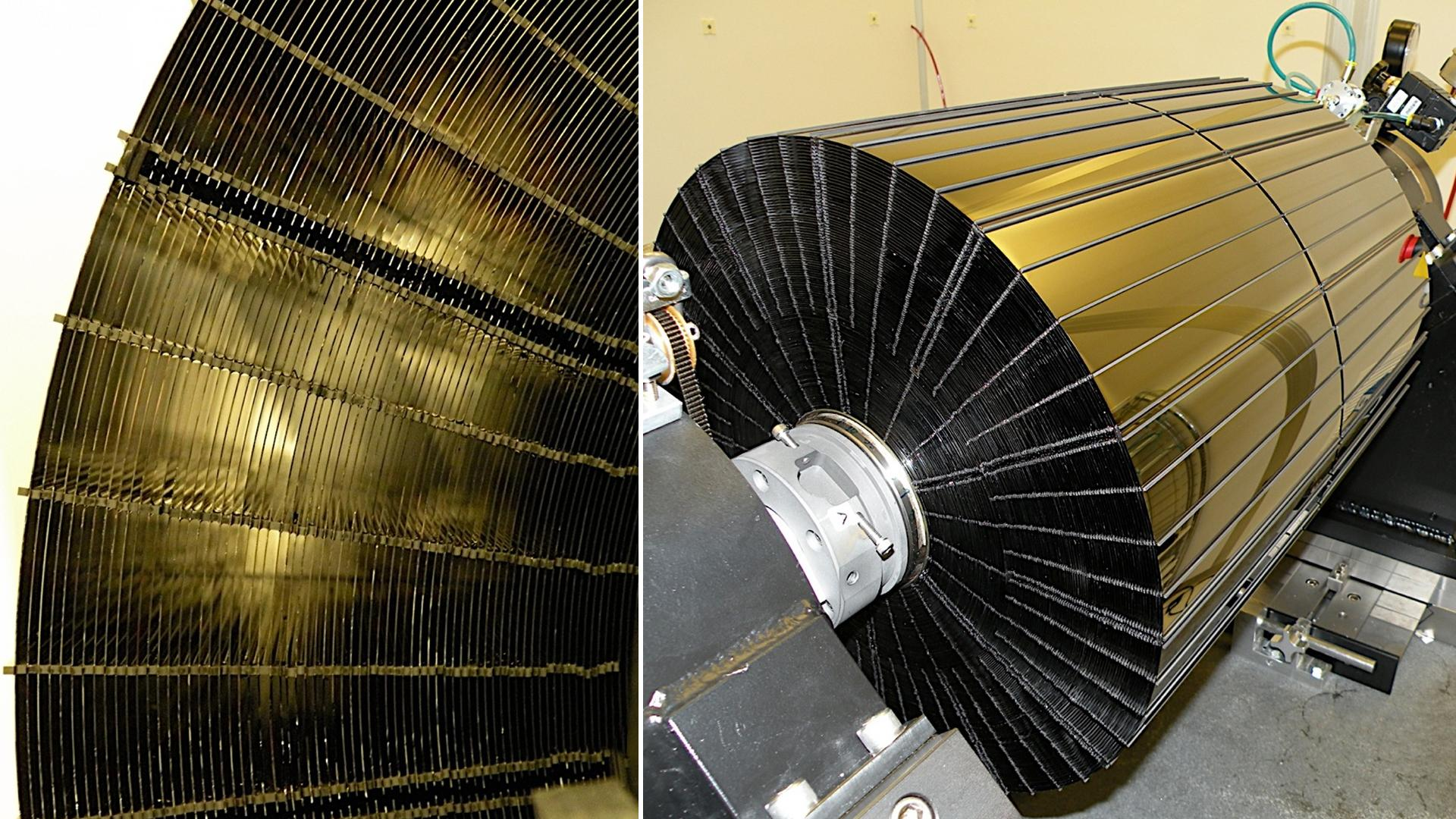
Une optique Wolter du télescope X Nustar similaire à celles embarquées sur XMM-Newton.

Pour parvenir à concentrer suffisamment de photons avec la contrainte de l'incidence rasante, les miroirs sont des optiques Wolter de type I composées de 58 miroirs cylindriques concentriques imbriqués les unes dans les autres d'un diamètre croissant de 30 cm à 70 cm et d'une longueur de 60 cm. L'épaisseur de chaque miroir est comprise entre 0,47 mm et 1,07 mm et la distance minimale entre deux miroirs est de 1 mm. Chaque miroir est constitué d'un support en nickel mis en forme par galvanoplastie recouvert d'une couche réfléchissante en or. Les miroirs constituent la partie la plus complexe du télescope. Ils ont été développés initialement en utilisant un support fait de plastique renforcé par des fibres de carbone (Carbon Fibre Reinforced Plastics CFRP) mais ce matériau ne permettait pas d'atteindre les spécifications attendues. Il a été abandonné en cours de projet au profit du nickel plus lourd mais qui avait déjà été utilisé dans le cadre des programmes SAX et JET-X. Ce changement s'est traduit par un alourdissement important des miroirs malgré  l'amincissement du support d'environ 25 %. La masse résultante a imposé de limiter le nombre d'optiques à trois pour rester dans les capacités de lancement de la fusée Ariane 4. La longueur focale est de 7,5 mètres et le diamètre des optiques est limitée 70 cm pour que le satellite puisse tenir sous la coiffe du lanceur Ariane 4.

## Les instruments
XMM-Newton embarque trois instruments dont deux sont situés au point focal des télescopes X (instruments EPIC et RGS) et un télescope optique indépendant effectuant des observations dans le visible permettant d'apporter des informations complémentaires sur les sources de rayonnement X observées. L'ensemble télescopes-instruments confère à XMM-Newton une grande sensibilité grâce à la surface collectrice de ses miroirs (4 650 cm2), une bonne résolution angulaire (6 secondes d'arc), une résolution spectrale élevée (E/∆E de 800 à 35 Å pour RGS) et un champ d'observation étendu (30 minutes d'arc).
| Instrument                                           | EPIC MOS            | EPIC pn     | RGS          | OM               |
| ---------------------------------------------------- | ------------------- | ----------- | ------------ | ---------------- |
| Bande                                                | 0,15-12 keV         | 0,15-12 keV | 0,35-2,5 keV | 180-600 nm       |
| Champ optique                                        | 30’                 | 30’         | 5’           | 17’              |
| Sensibilité (erg s−1 cm−2)                           | 10-14               | 10-14       | 8 10-5       | 20,7 (magnitude) |
| PSF (FWHM/HEW)                                       | 5”/14”              | 6”/15”      | N/A          | 1.4”–2.0”        |
| Résolution spectrale                                 | ~70eV               | ~80eV       | 0,04/0,025 Å | E/∆E = 350       |
| Résolution temporelle                                | 1,75 ms             | 0,03 ms     | 0,6 s        | 0,5s             |
| Temps d'observation par orbite                       | 5¹-135 kilosecondes | 5-135 ks    | 5-135 ks     | 5-145 ks         |
| ¹Temps minimal garantissant une observation efficace |                     |             |              |                  |

### Les caméras EPIC
Au point focal de chacun des trois télescopes est placée une caméra à rayons X EPIC ('European Photon Imaging Camera') capable de fournir des images d'une grande sensibilité sur l'ensemble du champ optique (30 minutes d'arc) et longueur d'onde (0,15 à 15 keV). La résolution spectrale (E/∆E ~ 20-50) et angulaire (PSF, d'environ 6 arcsec FWHM) est modérée. Le détecteur de chaque caméra est composé de plusieurs CCD utilisant la technologie MOS pour deux d'entre elles et de CCD pn pour la troisième caméra. Les CCD MOS d'une épaisseur de 40 microns sont optimisés pour l'analyse spectrale des rayons X les plus mous (résolution de 6 and 4,5 secondes d'arc FWHM pour les rayons de 1,5 keV) tandis que les CCD pn épais de 300 microns sont optimisés pour les rayons plus durs (résolution de 6,6 secondes d'arc FWHM). Les CCD sont maintenus à une température de −100 °C pour un fonctionnement optimal grâce à des radiateurs dissipant la chaleur. Les CCD MOS sont constitués de sept puces en silicium constituées chacune de 600x600 pixels. Les CCD pn sont le résultat de sept ans de recherches de l'Institut Max Planck suivis de deux ans consacrés aux développements, tests et intégration. La sensibilité des CCD est extrêmement élevée puisqu'elle atteint 90 % sur le spectre s'étendant entre 0,5 keV et 10 keV. Chaque image est capturée en 80 millisecondes et les sources transitoires peuvent être lues avec une résolution temporelle de 40 millisecondes. Chaque puce a une définition de 400 × 382 pixels.

### Les spectromètres à réseau RGS

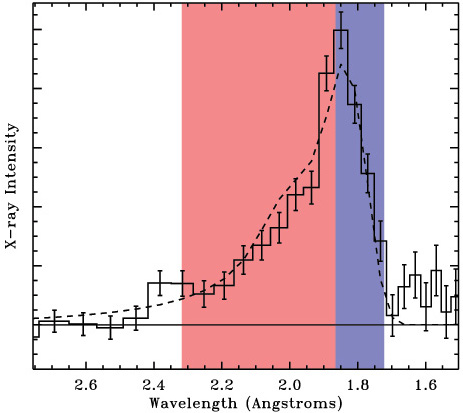
Signature spectrale du fer porté à de très hautes températures dans le disque d'accrétion de l'étoile à neutrons Serpens X-1. On devrait observer un pic d'intensité symétrique mais la source parait plus brillante en onde courte conséquence de la théorie de la Relativité.

Les spectromètres à réseau RGS (Reflection Grating Spectrometer) installés sur un point focal secondaire de deux des trois télescopes permettent d'obtenir des informations plus détaillées sur le spectre du rayonnement X. Chaque spectromètre est sensible à une bande d'énergie plus restreinte que celle de l'instrument principal comprise entre 0,35  et   2,5 keV (5 - 38 Å). Mais cette partie du spectre contient les raies du fer, nickel, azote, oxygène, néon, magnésium… qui permettent d'identifier en retour de nombreuses caractéristiques des régions émettrices de ce rayonnement : densité, température, niveau d'ionisation, abondance en éléments, vitesses de déplacement... 40 % du rayonnement collecté par les deux télescopes est dirigé vers les senseurs du spectromètre après avoir subi une dispersion fonction de l’énergie des photons par un réseau de diffraction  constitué de 202 rayures réfléchissantes. Les détecteurs sont constitués par 9 CCD (1024 x 383 pixels). Le pouvoir de résolution du spectromètre (E/∆E) est de 290 à 10 Å, de 520 à 20 Å, et de 800 à 35 Å
.

### Le télescope optique OM
Le télescope OM (Optical Monitor)   est un petit télescope optique indépendant du télescope principal. D'un diamètre de 30 cm, d'une ouverture de 12,7 et d'une longueur focale de 3,8 mètres il utilise une monture Ritchey-Chrétien. Il permet d'observer à la fois en lumière visible et dans l'ultraviolet (180 à 600 nanomètres). Son axe est parallèle à celui du télescope principal ce qui permet de rapprocher les observations effectuées dans le domaine des rayons X avec des sources observées par l'instrument dans le spectre visible. Il joue donc un rôle primordial pour identifier les nouvelles sources de rayons X et permet que ce rapprochement se fasse sans mobiliser un télescope au sol tributaire de la météorologie ou d'un planning d'utilisation. Son champ optique est de 17 minutes d'arc. Une roue porte-filtres permet d'interposer 6 filtres à bande spectrale large (respectivement UVW2, UVM2,UVW1, U, B and V). Le capteur est constitué par un CCD ayant une définition de 2048 × 2048 pixels : chaque pixel représente donc un secteur de 0,5 x0,5 secondes d'arc.

## Le segment sol
Le satellite est contrôlé au Centre européen des opérations spatiales (ESOC), basé à Darmstadt, en Allemagne. Les observations sont gérés par le VILSPA à Villafranca, en Espagne. Les informations collectées sont traités et archivés au XMM-Newton Survey Science Centre à l'université de Leicester, au Royaume-Uni.

## Déroulement de la mission
Le télescope XMM-Newton est lancé le 10 décembre 1999, par une fusée Ariane 5 G qui le place sur une orbite dont le périgée est de 850 km et l'apogée de 114 000 km. Au cours de la semaine suivante le télescope utilise durant son passage à l'apogée sa propulsion à quatre reprises pour hisser à chaque fois le périgée de 7000 km. L'orbite finale (7 000 x 114 000 km avec une inclinaison de 40°) est une ellipse fortement excentrique puisque le télescope se trouve à un tiers de la distance Terre-Lune lorsqu'il est au plus loin de la Terre. Cette orbite a été choisie pour deux raisons. Elle permet au télescope d'effectuer ses observations en dehors des ceintures de radiation qui entourent la Terre jusqu'à une distance de 40 000 km ; or celles-ci endommagent les instruments et gênent le travail des détecteurs placés au foyer des télescopes. D'autre part cette orbite allongée d'une durée de 48 heures permet de disposer de longues périodes d'observation continues sans interruption par des passages fréquents dans l'ombre de la Terre. La périodicité de 48 heures qui est égale à exactement deux jours terrestres a été choisie pour optimiser les contacts avec les stations sur Terre. Les observations sont interrompues dès que le télescope se trouve à moins de 46 000 km de la Terre et entre dans la zone des ceintures de radiation. Cette interruption dure 8  heures et est suivie par une période d'observation de 40 heures. Une source particulièrement faible de rayons X peut être ainsi observée sans interruption durant 10 à 12 heures grâce au système de pointage très précis du télescope qui corrige de manière continue l'orientation du télescope. Au cours de la mission l'orbite est progressivement modifiée : entre décembre 1999 et mai 2010 le périgée est passé de 7 000  à   26 700 km, l'apogée de 114 000  à   107 230 km et l'inclinaison de 40 à 60,6°.
Les instruments scientifiques sont mis en marche le 4 janvier 2000 après l'ouverture des opercules protégeant les miroirs réalisée les 17/18 décembre 1999. Les premières images scientifiques sont prises entre le 19 et le 24 janvier puis les instruments entament une phase de calibration et de validation des performances. Le 1er juillet 2000 le télescope est déclaré complètement opérationnel. Le télescope spatial est renommé XMM-Newton est en hommage à l'astronome Isaac Newton. En octobre 2008 tout contact est perdu avec le télescope spatial. Le contact ne peut être rétabli que quatre jours plus tard grâce à l'utilisation d'une des grandes antennes de la NASA qui permit de contourner une défaillance affectant un des composants du système de télécommunications. Le télescope spatial redevient complètement opérationnel par la suite. La durée initiale prévue de la mission était de 2 ans et 3 mois, mais elle a été prolongée une première fois de 8 ans, puis jusqu'au 31 décembre 2012 et enfin jusqu'au 31 décembre 2014. Le télescope dispose encore d'un potentiel de vie important. La principale contrainte est la nécessité de disposer d'hydrazine pour le contrôle d'attitude. En 2010 les réserves disponibles permettaient d'envisager une fin de mission en 2019 mais l'ESA envisageait d'augmenter les temps d'observation permettant de réduire le nombre de manœuvres. L'instrumentation est en bon état et ses performances bien que progressivement dégradées par l'exposition aux rayonnements lourds restent suffisantes.

## Résultats
XMM-Newton est un outil jugé extrêmement efficace par la communauté des astronomes qui fin 2020 avait publiée près de 6 000  articles portant sur des observations effectuées avec le télescope dans des revues scientifiques à comité de lecture. Dix ans après sa mise en orbite, les demandes d'utilisation de l'instrument excèdent de six fois le nombre d'heures disponibles ce qui permet au comité chargé de l'allocation du temps d'observation de sélectionner des propositions de qualité contribuant encore au succès de la mission. Les observations effectuées portent aussi bien sur les corps situées dans notre système solaire que sur certains des objets les plus distants de l'univers,, :
- dans notre système solaire XMM-Newton a observé le rayonnement X émis par Mars, Jupiter, Saturne, plusieurs comètes ainsi que l'enveloppe extérieure de l'atmosphère terrestre. Ces corps bien que relativement froids émettent un rayonnement X par le biais de mécanismes variés dont l'étude fournit des informations précieuses sur ces corps. Par exemple dans l'exosphère martienne l'émission de rayons X est due aux interactions liées aux échanges de charge électrique qui constituent un des processus importants d'évasion de l'atmosphère martienne.
- XMM-Newton a étudié de manière détaillée la pouponnière d'étoiles la plus proche de la Terre, le Nuage moléculaire 1 du Taureau et a pu observer l'émission des rayons X émis par les disques d'accrétion de gaz spiralant autour des étoiles dont la formation n'est pas complètement finalisée.
- l'étude des rayons X émis par les rémanents des supernovæ telles que Cassiopeia A ont fourni des informations très précises sur le déroulement de l'explosion initiale. XMM-Newton a découvert que les rémanents font partie des principales sources de rayons cosmiques qui sont susceptibles de mettre en danger la vie des astronautes dans l'espace.
- le télescope a permis d'observer à la surface des étoiles à neutrons - étoiles de quelques km de diamètre mais de la masse du Soleil -  des zones "chaudes" émettrices de rayonnement d'une taille incroyablement petite compte tenu de la distance de l'astre (60 mètres de diamètre pour Geminga). Celles-ci prédites par la théorie, mais jamais observées jusque-là, fournissent des indications sur la complexité du champ magnétique de l'étoile moins homogène que prévu.
- la formation des trous noirs supermassifs (quelques millions à quelques milliards de fois la masse de notre Soleil) situés au cœur des galaxies suppose l'existence de trous noirs de taille intermédiaire qui n'avaient jusque-là jamais été observés. XMM-Newton est le premier instrument à avoir détecté un tel objet d'une masse estimée à au moins 500 milliers de masse solaire baptisé HLX-1 et situé dans la galaxie ESO 243-49.
- les trous noirs formés à partir de l'effondrement d'une seule étoile émettent des rayons X dont la puissance varie de manière quasi périodique. La durée de cette période de l'ordre de la milliseconde fournit une mesure directe de la taille et de la masse du trou noir. Cette oscillation quasi périodique (QPO) n'avait jusque-là jamais pu être observée dans les galaxies actives. XMM-Nexton a pu mettre en évidence pour la première fois ce phénomène dans une telle galaxie : la périodicité d'une heure mesurée est cohérente avec la taille du trou noir supermassif qui se trouve au cœur de ce type de galaxie.
- les amas de galaxies constituent les plus grandes structures de l'univers et peuvent contenir des milliers de galaxies. Mais les galaxies ne constituent que 5 % de la masse des amas. La matière noire qui est invisible et ne peut être détectée qu'à travers l'attraction gravitationnelle qu'elle exerce sur la matière normale représente 80 % de la masse de l'amas. Selon la théorie le gaz intergalactique chaud de l'amas devrait s'accumuler au centre de celui-ci sous l'influence de la matière noire et se refroidir. Or XMM-Newton n'a pas pu détecter les rayons X traduisant la présence de gaz plus froid au sein de l'amas. Un autre mécanisme devait réchauffer ces gaz. Le mystère a été éclairci par le télescope Chandra qui a permis de démontrer que des gigantesques jets et vents étaient émis depuis le centre des galaxies actives et réchauffaient ces gaz. Cette énergie était injectée au fur et à mesure de l'ingestion des gaz intergalactiques par le trou noir supermassif situé au cœur de la galaxie active.
- l'étude du rayonnement X permet de mettre en évidence la distribution dans l'univers de la matière noire. Les observations combinées de XMM-Newton et du télescope spatial Hubble ont permis de dresser la première carte tridimensionnelle à grande échelle montrant la répartition de cette matière et de la matière normale. La matière apparaît distribuée le long d'un gigantesque réseau de filaments avec une concentration d'amas de galaxie aux nœuds de cette toile là où la matière noire se concentre également. Ces observations confirment la théorie qui prévoit que la matière normale est attirée par effet gravitationnel par les concentrations de matière noire et sous cette influence se contracte pour former étoiles et galaxies.

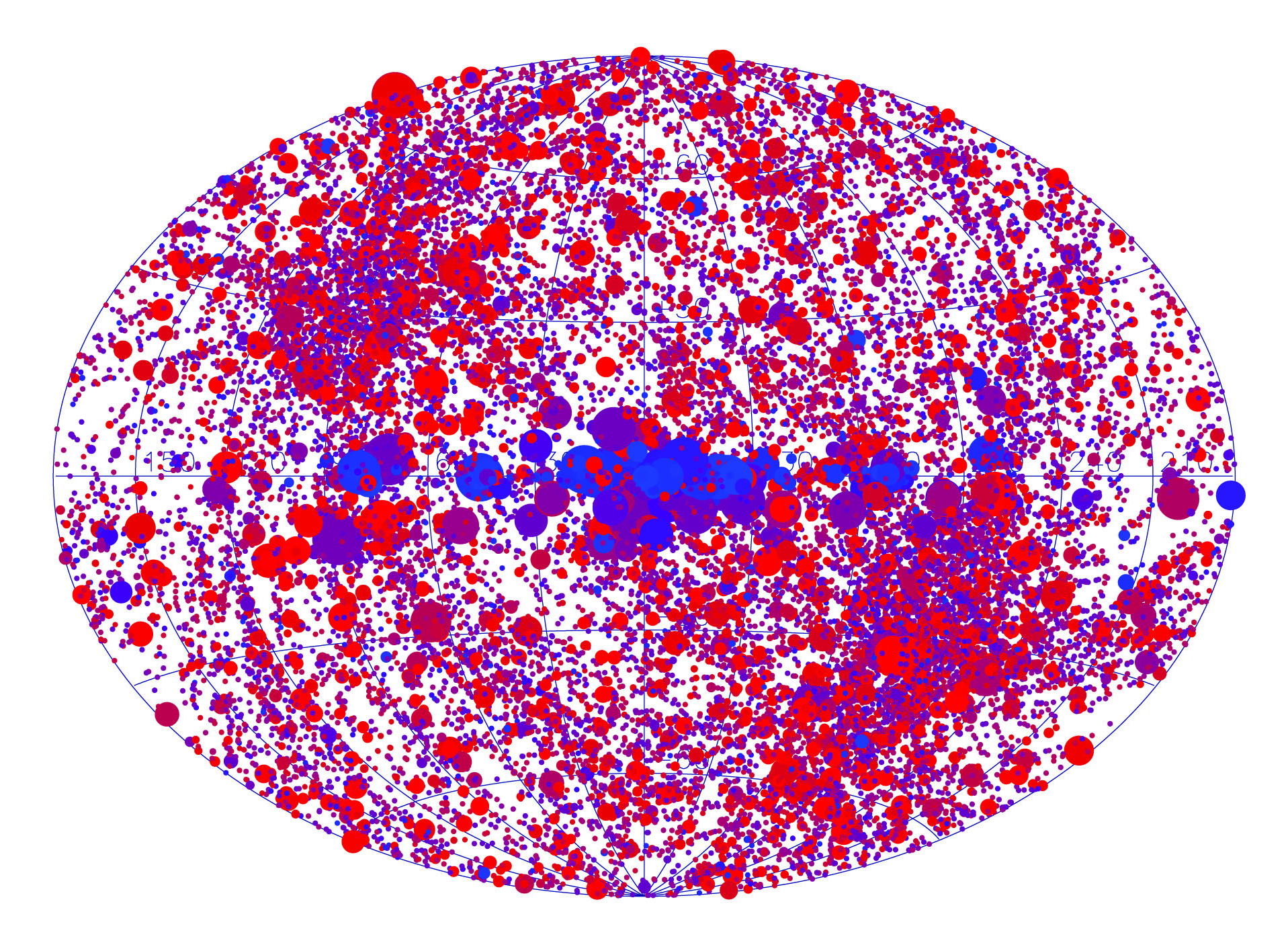
Carte des sources de rayonnement X établie à partir des observations effectuées par XMM-Newton entre aout 2001 et décembre 2014. Les sources émettant des rayonnements X à faible énergie sont rouges et celles à haute énergie en bleu. Le diamètre est d'autant plus important que la source émet un grand nombre de rayons X. Les deux ensembles plus denses en haut à gauche et en bas à droite correspondent aux pôles de l'écliptique. Les sources situées au-dessus et au-dessous de l'écliptique correspondent de manière majoritaire aux trous noirs massifs de galaxies externes. Les sources de rayonnement dur (en bleu) sont situées dans le plan de l'écliptique et sont situées dans notre galaxie comme le trou noir Cygnus X-1 et le système binaire Vela X-1.

- en février 2014, différentes analyses[17],[18] ont extrait du spectre de XMM-Newton la présence inexpliquée d'une raie monochromatique autour de 3,5 keV, provenant de différents amas de galaxies (Persée ou Centaure notamment). Plusieurs scénarios de matière noire peuvent justifier un tel signal. On peut citer les modèles de matière noire de 3,5 keV s'annihilant en deux photons[19], ou de masse 7 keV se désintégrant en photon et neutrino[20]. Dans tous les cas, il s'agirait d'un candidat dit "warm dark matter" motivé entre autres par des considérations astrophysiques (profile centre galactique et faible présence de galaxies satellites)

## Le successeur de XMM-Newton

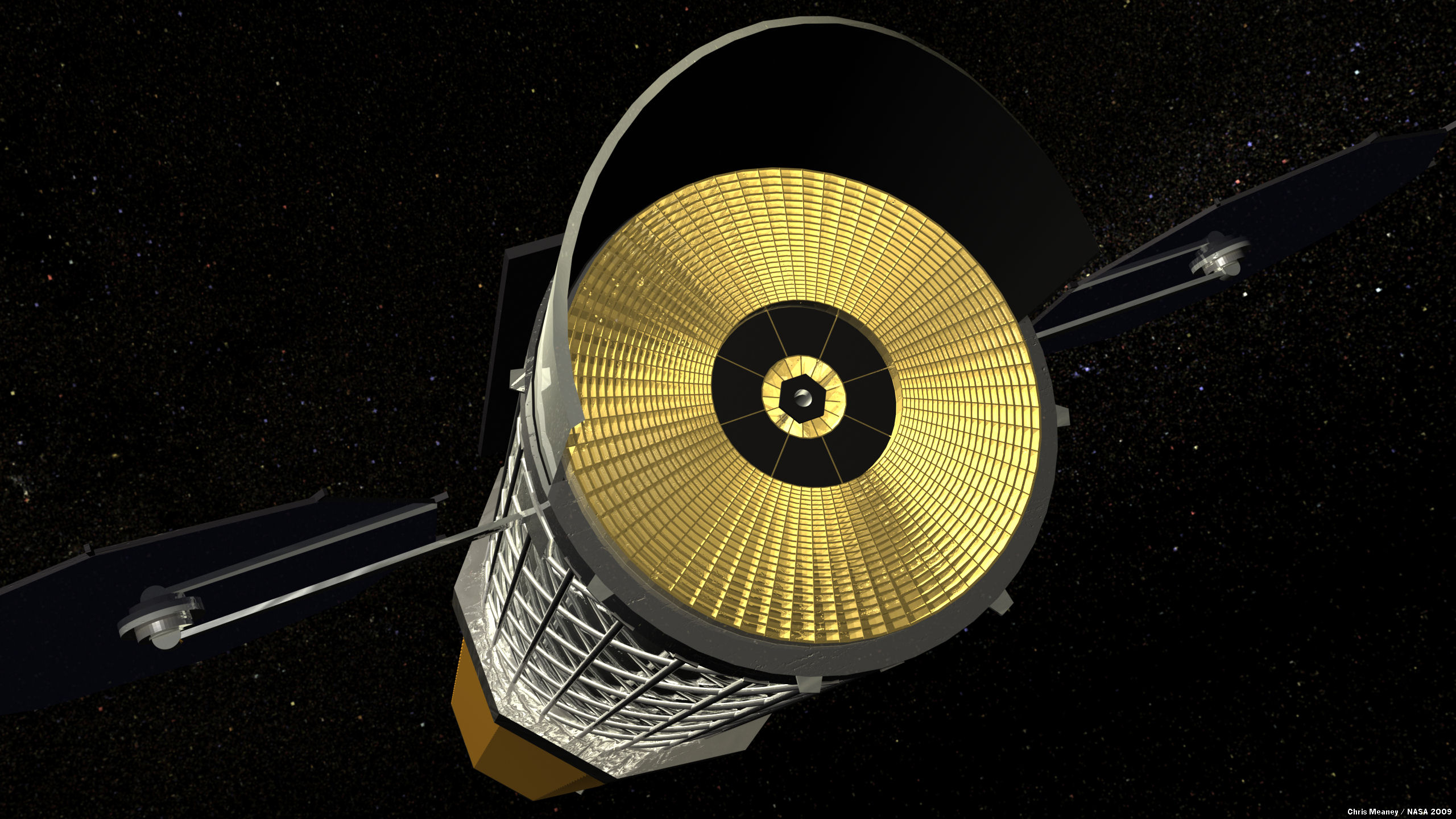
IXO : vue d'artiste.

L'Agence spatiale européenne lance au cours des années 2000 des études sur le successeur de XMM-Newton. Le télescope XEUS (pour X-Ray Evolving Universe Spectrometer) proposé, doit être 100 fois plus puissant que XMM-Newton. Il est composé de 2 satellites espacés de 50 mètres pour obtenir une longueur focale très importante : l'un des satellites comprend le miroir et l'autre les instruments situés au point focal. En 2008, le projet est fusionné avec le télescope spatial X HTXS étudié par la NASA et le télescope résultant, qui prévoit également une participation substantielle du Japon, prend l'appellation IXO,. IXO fait partie des candidats à la mission lourde (L1) du programme scientifique Cosmic Vision de l'Agence spatiale européenne couvrant la période 2015-2025 et dont l'appel à propositions est lancé en 2007. En 2011, le désengagement de la NASA pour des raisons financières entraîne la refonte du projet qui prend l'appellation ATHENA (Advanced Telescope for High ENergy Astrophysics). Lors de la sélection finale de la mission L1 qui a lieu en mai 2012, le projet ATHENA n'est pas retenu.
Le projet ATHENA est cependant retenu pour la mission suivante, L2. Sa construction sera sous la responsabilité scientifique de l'IRAP et la maîtrise d'œuvre du CNES. Le télescope de douze mètres de focale et trois mètres de diamètre portera un X-ray Integral Field Unit (X-IFU) et sera positionné au point de Lagrange L2 par une fusée Ariane 6, en 2031.